# زينية أنيقة
زينية أنيقة   (بالإنجليزية: Zinnia)‏, الاسم العلمي (باللاتينية: Zinnia elegans) وهو نبات حولي صيفي يتبع العائلة (النجمية Asteraceae) يتميز بأرتفاع النبات من 76 إلى 80 سم تقريباً عند اكتمال النمو.

## الوصـف
الساق متخشبة عليه وبر خشن داكن اللون، والاوراق بسيطة بيضية إلى رمحية يصل طولها 8 سم فاتحة اللون ذات حافة كاملة،
اما عن الأزهار فهي تخرج في نورات هامة متعددة الألوان من الأصفر إلى الأحمر يصل قطرها 5 سم وتشبة في شكلها العام نورة الداليا

## نبذة تاريخية
وجد نبات الزينية الأنيقة برياً في صحراء المكسيك عام 1789

## البيئة والتربة المناسبة
تحتاج النباتات في بداية حياتها إلى نهار طويل 12-14 ساعة ضوء /يوم ودرجة الحرارة لا تقل عن 18 درجة مئوية نهارا لتشجيع النمو الخضرى ثم تعرض بعد ذلك لنهار قصير اقل من 12 ساعة ضوء لتشجيع تكوين البراعم الزهرية ونموها
وبعد الدفع للازهار ينصح باعادة تعريض النباتات للنهار الطويل ولدرجة حرارة لا تقل عن 18 درجة للحصول على نورات كبيرة ذات جودة عالية ويلاحظ ان انخفاض حرارة النهار عن 15 درجة يؤدى إلى اصفرار الاوراق فيتشوة شكل النبات وتنخفض قيمتة الجمالية ويناسبها الأرض الطممية الخفيفة القليلة القلوية وهي تتحمل الجفاف.

## التكاثر وطرق الزراعة
بالبذور في الربيع مارس وابريل والتي تنبت في اسبوع واحد عند درجة حرارة 20-21 مئوية يمكن زراعة البذور في مواجير أو صناديق ثم تفرد بعد اكتمال ظهور الاوراق الفلقية وقبل ان تتعمق جذور البادرات في التربة حيث تزرع كل بادرتين أو ثلاثة في اصيص قطرة 8 سم وبعد حوالى 45 يوم تدور إلى اصص كبيرة قطرها 25 سم بمعدل نبات واحد لكل اصيص أو تزرع بالارض المستديمة
حيث تحرث الأرض جيدا وتضاف الاسمدة العضوية والفوسفاتية والبوتاسية وتخلط بالتربة جيدا تسوى الأرض وتقسم إلى احواض وتزرع النباتات على صفوف المسافة بينها 25-30 سم وبين النباتات وبعضها بالصف الواحد من 12-25 سم حسب قوة الصنف المنزرع وقوة تفريعة
وفى المناطق الحارة كجنوب الوادى يمكن زراعة النباتات في صوب مكيفة على مسافات 10 *10 سم وبحيث يربى كل نبات على فرع واحد
وعادة تحتاج النباتات إلى 3 شهور لانتاج ازهار الربيع والخريف بينما تحتاج شهران فقط في الصيف الحار ويمكن الحصول على ازهار الزينية الأنيقة خلال الفترة من مايو وحتى أكتوبر ويتوقف ذلك على موعد الزراعة
وتزرع في الأرض مباشرة لتأثرة بالتفريد وهي زهرة صالحة للقطف وتزهر من الربيع إلى الخريف وتتكاثر بالبذرة من شهر فبراير وحتى أبريل وتنمو بشكل أفضل في الشمس والجو الحار لأنها من الحوليات الصيفية.

## الازهار
يمكن الحصول على ازهار الزينية الأنيقة خلال الفترة من مايو وحتى أكتوبر ويتوقف ذلك على موعد الزراعة
وتقطف نورات الزينية الأنيقة في الصباح الباكر بعد تفتحها تماما اى بعد التكوين الكامل للزهيرات الشعاعية والقرصية ويتم القطف باطول حامل نورى
ثم تزال الاوراق الموجودة على الثلث القاعدى لهذا الحامل لانها تتعفن بسرغة عند غمسها بالماء

## صلاحية النبات للتصدير
تعيش النورات بعد القطف من 5-10 أيام دون اى معاملات كيماوية لكن يمكن مضاعفة عمرها باضافة 50 جم سكروز + 2 جزء لى المليون كينتين أو 25 جزء في المليون نترات فضة لكل لتر ماء الزهرية مع مراعاة تغير ماء الزهرية بين الحين والحين واضافة قليل من ملح الطعام الية أو نصف قرص اسبرين لمنع انتشار اى اعفان ويمكن تخزين النورات المقطوفة لمدة اسبوع على درجة حرارة 4 درجة مئوية
وعند التصدير يتم ربط كل 12 نورة كبيرة في حزمة واحدة وكل 25 نورة صغيرة في حزمة ثم تعبا في صناديق الشحن

## الاصناف
تقسم اصناف الزينية الأنيقة طبقا للهدف من زراعتها إلى مجموعتين اساسيين
الأولى: اصناف تزرع بهدف قطف نوراتها مثل
dunkelrosa
attraction - wiesse - orangegelb - goldgelb - hellrosa - violet queen - orange canary - yellow canary - canary bird - white queen
الثانية: اصناف تزرع في احواض أو اصص مثل
rosa - cremeweisse
- peter pan gold - pinky - gipsy - fiesta - scharlachort - goldgelb - peter pan pluw - peter pan orange

## معرض صور
|  | الزهرة الشعاعية وبداخلها الزهرة القرصية لنبات الزينيا وردية في مرحلة النمو التام | زهرة نبات الزينيا في كادافور بالهند · زهرة نبات الزينيا بشكل متراكب |

| زهرة نبات الزينيا | زهرة قرصية داخلية |

| زهرة نبات الزينيا | زهرة نبات الزينيا |

## وصلات خارجية
http://www.floridata.com/ref/z/zinn_ele.cfm